# 彼得·麦格雷尔
彼得·麦格雷尔（英語：Peter McGrail，1996年5月31日—）生于英格兰利物浦，是一名英国男子拳击运动员。他10岁时在身边朋友介绍下开始接触拳击，11岁时参加自己的第一场比赛。麦格雷尔曾在2014年南京青奥摘得铜牌，2016年里约奥运入选英国拳击队替补名单，2020东京奥运入选正式名单，但在第一轮被淘汰。东京奥运后，他成为职业选手，并在2021年10月9日完成自己的职业比赛首秀。